# 赫拉德基夫卡 (斯卡多夫斯克區)
46°24′23″N 32°38′15″E / 46.40639°N 32.63750°E
赫拉德基夫卡（烏克蘭語：Гладківка）是位於烏克蘭南部的村莊，由赫爾松州斯卡多夫斯克區的霍拉普里斯坦市鎮負責管轄。該村面積3.05平方公里，海拔高度25米，2001年人口2,912，人口密度每平方公里955.1人。